# مستشفيات ومراكز مغربي
مستشفيات ومراكز مغربي هي مؤسسة سعودية تقدم خدمات رعاية صحية متخصصة بشكل رئيسي في مصر والسعودية وقطر والإمارات. تأسّست في عام 1955 كمستشفى للعيون في جدة كأول مستشفى متخصص بالشرق الأوسط وشمال إفريقيا، ثم توسعت لتصبح أكبر شبكة رعاية صحية متخصصة في المنطقة، حيث يُوفّر العناية بالعيون لأكثر من 500 ألف مريض وتُجرى أكثر من 50.000 عملية جراحية لتصحيح البصر سنويًا.
في أواخر سبعينيات القرن العشرين، قررت مستشفيات ومراكز مغربي توسيع خدماتها عن طريق تقديم خدمات تخصصات طب الأنف والأذن والحنجرة وطب الأسنان.
في عام 1997 دخلت مستشفيات ومراكز مغربي في شراكة مع «إيه إم آي السعودية المحدودة» (AMI Saudi Arabia Limited)، وهي إحدى شركات مجموعة زينل ومن أكبر شركات إدارة المستشفيات بالشرق الأوسط.
في عام 2009 عقدت مؤسسة التمويل الدولية، وهي عضو في مجموعة البنك الدولي، شراكة مع مستشفيات ومراكز مغربي لتوسيع العناية بالعيون في منطقة الشرق الأوسط وشمال أفريقيا، لتلبية الحاجة إلى خدمات طب العيون، وتقديم الرعاية السريرية في المنطقة.
تعمل مستشفيات ومراكز مغربي في تسع دول في الشرق الأوسط وأفريقيا. لديها 32 مستشفى ومركز، 8 منها خيرية و300 طبيب و600 ممرضة. تستضيف المنشآت 40 غرفة تشغيل.
سنة 2019 حصل مستشفى ومراكز مغربي على اعتماد اللجنة الدولية المشتركة لاعتماد المستشفيات (JCI) لتطبيق أعلى معايير الجودة وسلامة المرضى.

## جوائز وأوسمة
- 1990: جائزة المؤتمر العالمي لطبِّ العيون السادس والعشرون للمساهمات البارزة.

- 1991: جائزة إدوارد نوميني الدولية الولايات المتحدة الأمريكية.

- 1992: درع الجمعية السعودية لطبِّ العيون في مجال مكافحة العمى.

- 1993: جائزة الجامعة الأمريكية في بيروت لنشاط بنك العيون.

- 1993: لقب طبيب السنة من قبل رابطة الرأي العام الدولية لجمهورية مصر العربية.

- 1993: شارة الأسد الشرفية من رئيس السنغال.

- 1994: منحة زمالة آد هومينم من الكلية الملكية للجرّاحين في أدنبرة.

- 1994: الجائزة الدولية للتميز في طب العيون من مؤسسة العيون الملكية، هاواي، الولايات المتحدة الأمريكية.

- 1994: الجائزة الفخرية للأكاديمية الأمريكية لطبِّ العيون.

- 1995: وسام الاستحقاق من رئيس النيجر.

- 1996: شهادة الاستحقاق من منظمة المؤتمر الإسلامي للأنشطة الإنسانية في البلدان الإسلامية.

- 1997: وسام الاستحقاق من الملك حسين، ملك الأردن.

- 1997: درع التميز من وزارة الصحة، الإمارات العربية المتحدة.

- 1997: درع العمل المتميز في القضايا الإنسانية، من قبل هيئة الصليب الأحمر، الإمارات العربية المتحدة.

- 1997: اعتراف مجلس أمناء الأكاديمية الأمريكية لطبِّ العيون بالمساهمات الهامة في تطوير المجلس العربي الأفريقي لطبِّ العيون وتقدم طبِّ العيون الدولي.

- 1997: الميدالية الذهبية التذكارية للبروفيسور سعيد.

- 1997: جائزة الجمعية الكويتية لطبِّ العيون.

- 1998: وسام النيلين من الدرجة الأولى من رئيس السودان.

- 1998: جائزة إنجاز مدى الحياة من الجمعية الدولية لجراحات تصحيح الإبصار.

- 1999: اعتراف مجلس أمناء الأكاديمية الأمريكية لطب العيون بالمساهمات الهامة في تطوير طبِّ العيون.

- 1999: الميدالية الذهبية للمجلس العربي الأفريقي لطبِّ العيون.

- 1999: جائزة الجمعية الأردنية لطبِّ العيون.

- 2000: الميدالية الذهبية للجمعية التونسية لطبِّ العيون.

- 2000: وسام عميد كلية الصحة العامة بجامعة جونز هوبكينز بالولايات المتحدة.

- 2001: وسام الأرز من رئيس لبنان.

- 2001: جائزة الجمعية السودانية لطبِّ العيون.

- 2002: الجائزة الدولية لمكافحة العمى من الأكاديمية الأمريكية لطبِّ العيون.

- 2002: الميدالية الذهبية للجمعية المغربية لطبِّ العيون.

- 1998 - 2002: جائزة الجمعية اللبنانية لطبِّ العيون.

- 2003: وسام الاستحقاق من الدرجة الأولى من رئيس تونس.

- 2003: جائزة الإنجاز الكبرى من الأكاديمية الأمريكية لطبِّ العيون.

- 2004: الميدالية الذهبية من جمعية طب العيون الجزائرية.

- 2005: جائزة المجلس العربي الأفريقي لطبِّ العيون.

- 2006: جائزة أفضل بحث علمي، النتائج السريرية لاستخدام جهاز النايدك المطور بالاجتماع الإقليمي بإسطنبول، تركيا

- 2007: جائزة الإنجاز من الأكاديمية الأمريكية لطبِّ العيون.[3]